# Nicolò Buratti
Nicolò Buratti (* 7. Juli 2001 in Udine) ist ein italienischer Radrennfahrer.

## Sportlicher Werdegang
Als Junior international wenig in Erscheinung getreten, wurde Buratti zur Saison 2021 Mitglied im italienischen Cycling Team Friuli ASD. Nachdem er in der Saison 2021 ohne zählbaren Erfolg geblieben war, konnte er in der Folgesaison fünf Siege und weitere Top-10-Platzierungen erzielen. Dabei stand er beim Giro della Regione Friuli Venezia Giulia bei drei der vier Etappen auf dem Podium und verpasste als Zweiter den Gewinn der Gesamtwertung gerade mal um eine Sekunde. Auch zu Beginn der Saison 2023 zeigte er sein Potential mit einem zweiten Platz bei Gent–Wevelgem / Kattekoers–Ieper.
Bereits Ende der Saison 2022 wurde bekannt, dass Buratti zur Saison 2024 in das Team Bahrain Victorious wechseln sollte. Nachdem Heinrich Haussler seine Karriere nach gesundheitlichen Problemen beenden musste, rückte Buratti im April 2023 vorzeitig in das UCI WorldTeam nach. der Gewinn der zweiten Etappe bei Kreiz Breizh Elites war der erste Sieg für sein neues Team.

## Erfolge
2022
- Prolog Carpathian Couriers Race
- Gran Premio di Poggiana
- Gran Premio Capodarco
- zwei Etappen und Punktewertung Giro della Regione Friuli Venezia Giulia

2023
- eine Etappe Kreiz Breizh Elites